# Youri Filipchenko
Youri Aleksandrovich Filipchenko  (russe : Юрий Александрович Филипченко; parfois orthographié Philipchenko) (1882 - 1930) est un entomologiste russe qui a inventé les termes microévolution et macroévolution, ainsi que le mentor du généticien Theodosius Dobzhansky. Bien qu'il fût lui-même orthogénéticien, il fut l'un des premiers scientifiques à incorporer les lois de Mendel dans la théorie de l'évolution et eut ainsi une grande influence sur The Modern Synthesis (théorie synthétique de l'évolution). Il a établi un laboratoire de génétique à Leningrad, entreprenant des travaux expérimentaux avec Drosophila melanogaster. Theodosius Dobzhansky a travaillé avec lui à partir de 1924. Filipchenko est également connu pour son travail sur l'eugénisme soviétique, bien que son travail sur le sujet aboutisse plus tard à sa dénonciation publique en raison de la montée du stalinisme et des critiques croissantes selon lesquelles l'eugénisme représentait la science bourgeoise.

## Biographie

### Jeunesse et éducation
Youri Filipchenko est né le 13 février 1882 à Zlyn' dans le district de Bolkhovsky de l'Empire russe. Son père était Aleksandrovich Efimovich, propriétaire terrien et agriculteur. Filipchenko avait également un frère du nom d'Aleksandr Aleksandrovich, qui deviendra plus tard parasitologue et médecin.
Il a fait ses études secondaires au deuxième gymnase classique de Saint-Pétersbourg. En 1897, Filipchenko lit pour la première fois De l'origine des espèces et de la sélection sexuelle de Darwin. Deux ans plus tard, il lira Mechanisch-physiologische Theorie der Abstamungslehre de Carl Nägeli. Ces deux ouvrages auront plus tard une puissante influence formatrice sur Filipchenko et contribuèrent à l'orienter vers une carrière en zoologie.
Filipchenko est lauréat du Second Saint-Pétersbourg en 1900, mais en raison de diverses difficultés financières qui ont été encore compliquées par la mort de son père, il est entré à l'Académie de médecine militaire. Cependant, Filipchenko a rapidement été transféré à la division des sciences naturelles de l'Université d'État de Saint-Pétersbourg un an seulement après son entrée à l'académie .
Filipchenko a été arrêté en décembre 1905 en raison de sa présence à une réunion des députés ouvriers soviétiques, mais a été libéré peu de temps après. Filipchenko a néanmoins été arrêté moins d'un mois plus tard pour avoir participé à organiser les travailleurs du district de Nevsky à Saint-Pétersbourg, purgeant quatre mois de prison au cours desquels il a étudié à la fois la philosophie et les examens du gouvernement. Bien qu'il rejoigne plus tard le Comité Schlisselburg, qui a aidé à résoudre le sort des prisonniers politiques, et le Parti socialiste révolutionnaire, Filipchenko s'est éloigné de la politique après 1906 pour se concentrer  sur ses études scientifiques.
Après avoir obtenu son diplôme du département de zoologie de l'Université d'État de Saint-Pétersbourg en 1906, Filipchenko a été accepté au programme de maîtrise en zoologie et anatomie comparée de l'Université d'État de Saint-Pétersbourg en 1910. Il entama des recherches d'embryologie comparée pour sa thèse en raison de son intérêt pour la présentation et l'évolution des caractéristiques physiques chez les animaux. En s'engageant dans un projet qui lui permet de comparer le développement embryonnaire de taxons de niveau supérieur (classe, ordres, etc. ), Filipchenko acquiert une perspective plus large sur l'hérédité qui éclairera plus tard ses idées sur la macroévolution.

### Parcours scientifique
Filipchenko a créé le premier département de génétique en Russie à l'Université d'État de Saint-Pétersbourg en 1919, qui deviendra, en 1921, le Bureau d'eugénisme de l'Académie russe des sciences de Saint-Pétersbourg. Plus tard, le Bureau sera rebaptisé Bureau de génétique et d'eugénisme en 1925 et finalement Laboratoire de génétique en 1930, mais quel que soit son nom, le travail de l'institution continuerait à former les éléments fondateurs de l'Institut de génétique à l'Académie des sciences de l'URSS.
Cependant, à la suite du premier plan quinquennal, Filipchenko est publiquement fustigé pour ses travaux en orthogénèse et en eugénisme et est démis de ses fonctions à l'Université d'État de Saint-Pétersbourg en 1930. Son laboratoire de génétique et de zoologie expérimentale est dissous peu de temps après.

### Vie privée
Filipchenko s'était marié avec Nadezhda Pavlovna, dont il eut un fils du nom de Gleb, qui était physicien. Nadezhda et Gleb sont tués lors du blocus de Leningrad pendant la Seconde Guerre mondiale.

### Décès
Filipchenko développe une migraine sévère alors qu'il travaillait à Peterhof et, préoccupé par sa santé, il se rend à Leningrad pour être pris en charge par son frère Aleksandr. Pendant son séjour à Leningrad, Filipchenko contracte une méningite streptococcique et décède plus tard à minuit entre le 19 et le 20 mai 1930. Sa tête fut confiée à l'Institut du cerveau de Bekhterev pour la recherche, tandis que le reste de sa dépouille a été enterré au cimetière Smolensky.

## Carrière scientifique

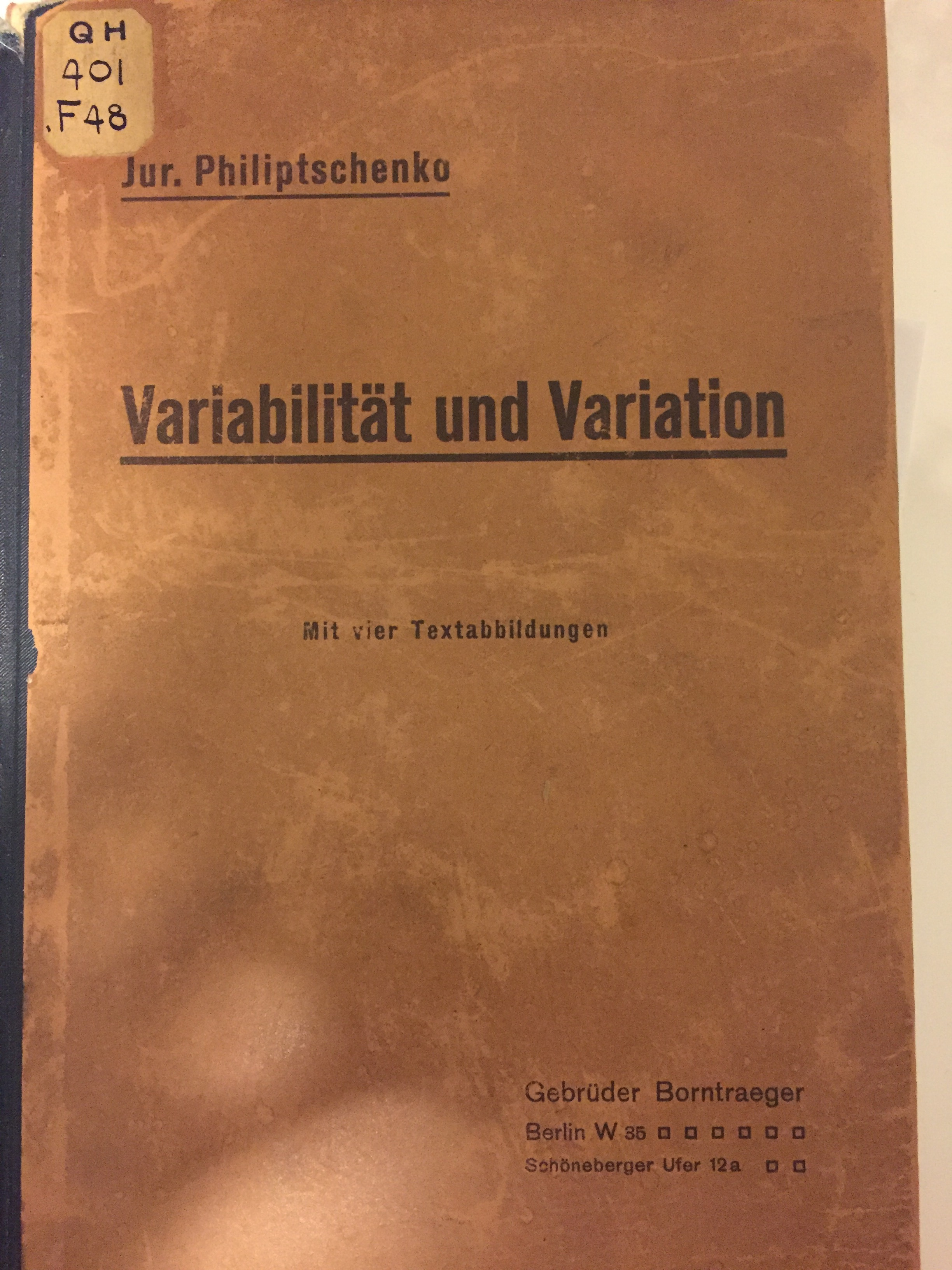
La couverture d'un exemplaire de Variabilität und Variation de Filipchenko (copie d'un texte extrait de la bibliothèque Regenstein de l'Université de Chicago)

### Variabilität und Variation
Dans son texte en allemand de 1927 Variabilität und Variation, Filipchenko introduit l'idée de deux formes distinctes d'évolution : l'évolution au sein d'une espèce, ou microévolution, et l'évolution qui se produit dans les catégories taxonomiques supérieures, qu'il a appelée macroévolution. Alors que la microévolution était régie par un système d'hérédité dicté par la génétique, Filipchenko a basé la macroévolution sur la variabilité cytoplasmique plutôt que sur l'hérédité génétique.

## Opinion sur Darwin
Bien que l'évolution ait été adoptée par de nombreux biologistes russes à l'époque de Filipchenko, il existait des éléments d'opposition aux idées de Darwin, le plus souvent sous la forme d'une « évolution directe » ou orthogenèse. Alors que Filipchenko s'était identifié comme un darwiniste, il ne l'a fait que dans le sens où il croyait en l'idée d'évolution. Il n'a pas souscrit au postulat selon lequel le concept de sélection naturelle de Darwin faisait partie intégrante du processus d'évolution comme Darwin l'avait stipulé, affirmant plutôt que l'évolution n'était pas régie par les principes de Lamarck ou de la sélection naturelle, mais était plutôt intrinsèque à la vie elle-même. Filipchenko croyait que l'évolution chez les animaux et les plantes était un processus de développement inhérent plutôt qu'un changement induit au fil des générations successives, un processus que l'environnement d'un organisme peut affecter, mais seulement indirectement.

## Travaux et idées sur l'eugénisme
Les recherches de Filipchenko sur la génétique, la craniométrie, l'hérédité des caractères quantitatifs et la neurologie l'ont finalement introduit aux idées sur l'eugénisme développées par ses contemporains aux États-Unis et en Europe. Ces idées sur l'eugénisme se sont avérées si puissantes pour Filipchenko qu'il a lui-même commencé à écrire des articles et à donner des conférences sur le sujet en 1918. Filipchenko formera plus tard la Société russe d'eugénisme à Moscou en 1920, ainsi que le Bureau d'eugénisme en février 1921, une institution indépendante de recherche sur l'eugénisme à Petrograd. En fin de compte, Filipchenko, avec Nikolai Koltsov, deviendront les principaux dirigeants du mouvement eugéniste russe.
Filipchenko était attiré par l'eugénisme en raison à la fois de son potentiel à être utilisé comme une «religion civique» et de sa promesse d'un avenir meilleur pour les Soviétiques, mais aussi en raison de l'immense budget de financement destiné à l'eugénisme correspondant à l'intérêt du gouvernement soviétique pour le sujet. L'eugénisme semblait être l'application pratique de la génétique relative à la santé humaine , et puisque ce fait concordait avec le penchant soviétique pour la planification sociale scientifique, c'est ainsi que des institutions soviétiques comme le Commissariat à la santé publique ont versé des fonds sur le sujet.
Filipchenko et son Bureau d'eugénisme ont créé des tableaux figurant les pedigrees de divers universitaires et intellectuels soviétiques dans le but de déterminer l'emplacement de la «race» chez un individu . Mais Filipchenko était farouchement opposé aux idées bolcheviques concernant la stérilisation des indésirables et l'insémination massive des femmes par des hommes dotés d'une génétique exceptionnelle, déclarant que de tels actes étaient des "agressions grossières contre la personne humaine" et que la meilleure façon de créer une "race désirable" était par sélection positive. Aux yeux de Filipchenko, le progrès eugénique ne pouvait être réalisé que par l'éducation plutôt que par des méthodes législatives ou scientifiques.
Cependant, en 1925, l'attrait de l'eugénisme soviétique avait diminué en raison de problèmes autres que les seuls aspects négatifs du sujet. Une grande controverse s'éleva quant à la compatibilité de la génétique, et par extension de l'eugénisme, avec la science marxiste. Filipchenko, dans une tentative de défendre la pertinence de l'eugénisme pour la dialectique marxiste, a argumenté contre le lamarckisme, l'autre théorie sur l'hérédité que certains scientifiques soviétiques avaient soutenu qu'elle était plus compatible avec les principes du marxisme, en déclarant que si c'était vrai, alors les qualités négatives que le lamarckisme associe à la pauvreté et à la classe inférieure les aurait empêchés de se soulever contre la bourgeoisie en premier lieu.
Bien que l'eugénisme ait survécu au conflit entre la génétique et le lamarckisme, les travaux de Filipchenko sur l'eugénisme ont été effectivement interrompus avec l'émergence en URSS du Grand tournant à partir de 1929. Pendant cette période, l'eugénisme était qualifié de «doctrine bourgeoise» et, à ce titre, l'URSS deviendrait le premier pays à interdire officiellement le sujet . Le travail de Filipchenko dans ce domaine sera plus tard l'une des principales raisons de son renvoi de Saint-Pétersbourg en 1930.

## Impact

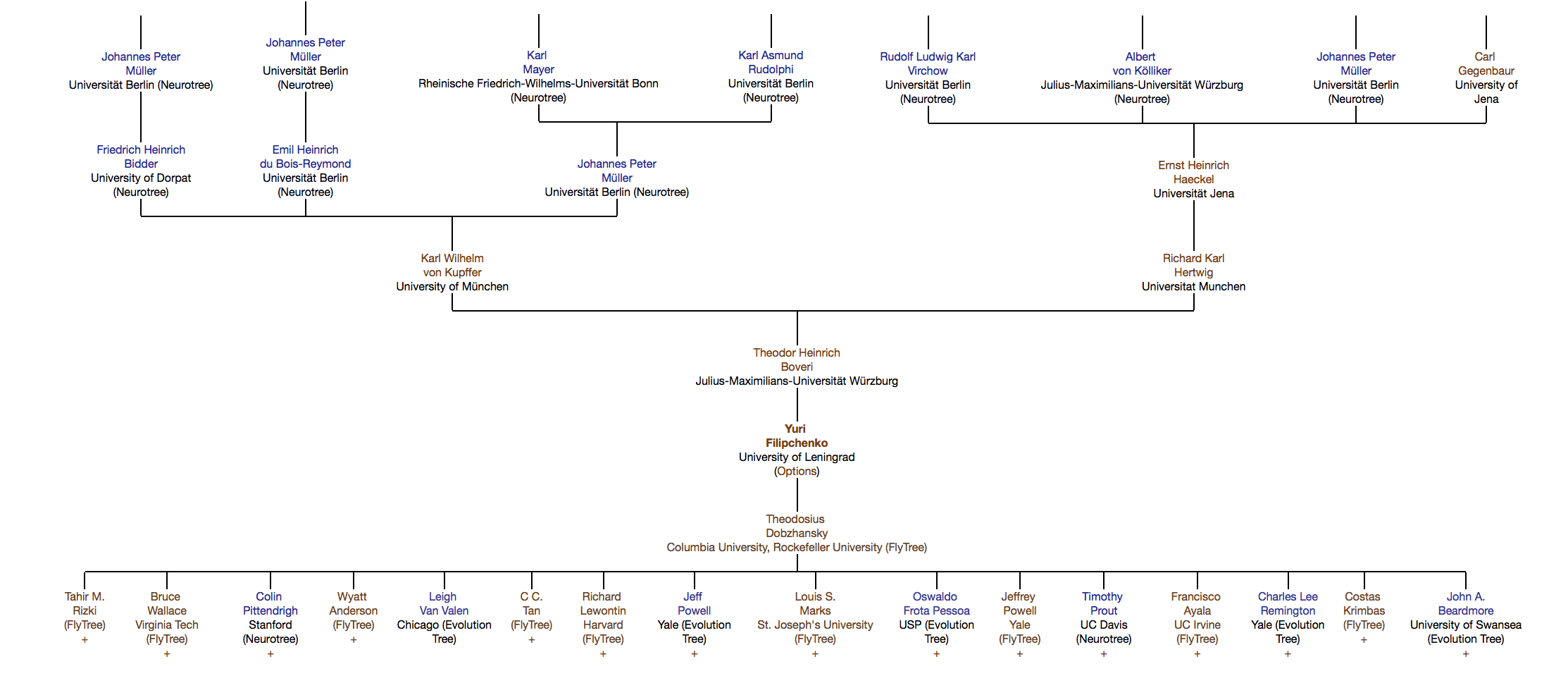
Cet arbre généalogique académique généré par academictree.org désigne les individus du milieu universitaire russe qui ont inspiré Filipchenko, ainsi que ceux qui ont été inspirés (directement ou indirectement) par Filipchenko lui-même.

Filipchenko a été le premier professeur en Russie à introduire la génétique au niveau collégial grâce à son cours annuel sur l'hérédité à l'Université de Saint-Pétersbourg, lorsqu'il a commencé à enseigner en 1913. Il a également été le premier à publier un manuel sur le thème de l'hérédité et de la génétique en Russie, intitulé Nasledstvennost'. Ses articles et manuels sur l'hérédité ont été parmi les premières portes d'entrée des biologistes russes comme Dobzhansky à la génétique moderne, et c'est pour cette raison que le botaniste et historien soviétique Peter Zhukovsky a un jour appelé Filipchenko "le professeur de notre jeunesse".
Au cours de sa carrière, Filipchenko a publié plus de 100 ouvrages en russe, 20 ouvrages en allemand et 4 ouvrages en français, souvent sous le nom de "JA Philiptschenko". Voici quelques-uns des articles qu'il a publiés au cours de sa vie.
- Razvitie izotomy (Le développement des isotomes; Saint-Pétersbourg, 1912) [4]
- Izmenchivost' i evoliutsiia (Variation et évolution ; Petrograd et Moscou, 1915 ; 2e éd., Pétersbourg, 1921) [4]
- Proiskhozhdenie domashnykh zhivotnykh (L'origine des animaux domestiques; Petrograd, 1916; 2e éd., Leningrad, 1924) [4]
- Nasledstvennost' (Hérédité; Moscou, 1917; 2e éd., 1924; 3e éd., 1926) [4]
- Chto takoe evgenika? (Qu'est-ce que l'eugénisme ?; Petrograd. 1921) [4]
- Kak nasleduetsia razlichnye osobennosti cheloveka (Comment divers traits humains sont hérités ; Petrograd, 1921) [4]
- Izmenchivost i metody ee izucheniia (Variation et méthodes pour son étude : Petrograd, 1923 ; 2e éd. Léningrad 1926 ; 3e éd., 1927 ; 4e éd., Moscou et Leningrad 1929) [4]
- Obshchedostupnaia biologiia (Biologie pour le lecteur général; Petrograd, 1923; 15e éd., 1930) [4]
- Evoliutsionnaia ideia v biologii (L'idée évolutive en biologie; Moscou, 1923; 2e éd., 1926; 3e éd., 1977) [4]
- Puti uluchsheniia chelovecheskogo roda (evgenika) (Moyens d'améliorer la race humaine [eugénisme] ; Leningrad, 1924) [4]
- "Frensis Gal'ton i Gregor Mendel" (Francis Galton et Gregor Mendel; Moscou, 1925) [4]
- Besedy o zhivykh sushchestvakh (Conversations sur les substances vivantes; Leningrad, 1925) [4]
- Nasledstvenny li priobretennye priznaki ? (Les caractères acquis sont-ils hérités ? : Leningrad. 1925) [4]
- Variabilité et variation (Berlin, 1927) [4]
- I, Rasteniia (Plantes; Leningrad, 1927) [4]
- II, Zhivotnye (Animaux; Leningrad, 1928) [4]
- Genetika i ee znachenie dlia zhivotnovodstva (La génétique et son importance pour l'élevage; Moscou et Leningrad, 1931) [4]
- Eksperimental naia zoologiia (Zoologie expérimentale; Leningrad et Moscou, 1932) [4]
- Genetika Miagkikh pshenits (La génétique des blés tendres; Moscou et Leningrad, 1934) [4]